# Noyant-la-Gravoyère
Noyant-la-Gravoyère är en kommun i departementet Maine-et-Loire i regionen Pays de la Loire i nordvästra Frankrike. Kommunen ligger i kantonen Segré som tillhör arrondissementet Segré. År 2018 hade Noyant-la-Gravoyère 1 834 invånare.

## Befolkningsutveckling
Antalet invånare i kommunen Noyant-la-Gravoyère
| Referens: INSEE |